# مسه
مسه (به عربی: مسة) یک منطقهٔ مسکونی در لیبی است که در استان جبل‌الاخضر واقع شده‌است.